# Olympische Sommerspiele 1952/Teilnehmer (Liechtenstein)
| Gelbes Symbol für Goldmedaillen mit stilisierten Olympischen Ringen | Graues Symbol für Silbermedaillen mit stilisierten Olympischen Ringen | Braundes Symbol für Bronzemedaillen mit stilisierten Olympischen Ringen |
| ------------------------------------------------------------------- | --------------------------------------------------------------------- | ----------------------------------------------------------------------- |
| —                                                                   | —                                                                     | —                                                                       |

Liechtenstein nahm bei den Olympischen Sommerspielen 1952 in der finnischen Hauptstadt Helsinki mit zwei Sportlern in einer Sportart an einem Wettbewerb teil.
Seit 1936 war es die dritte Teilnahme eines liechtensteinischen Teams bei Olympischen Sommerspielen.

## Teilnehmer nach Sportart

### Radsport

#### Strassenradsport
| Athlet        | Wettbewerb                | Zeit        | Rang |
| ------------- | ------------------------- | ----------- | ---- |
| Männer        |                           |             |      |
| Ewald Hasler  | Strassenrennen (190,4 km) | 5:23:34,8 h | 43   |
| Alois Lampert | Strassenrennen (190,4 km) | 5:20:06,6 h | 30   |